# Nati nel 1902/Giugno
| Questa pagina contiene informazioni ricavate automaticamente dalle voci biografiche con l'ausilio del template Bio e di un bot. L'aggiornamento è periodico e automatico e ricostruisce completamente la pagina. Se manca una persona in questa lista, sei pregato di non aggiungerla, ma accertati piuttosto che la sua voce biografica contenga il template Bio e che i dati anagrafici siano correttamente compilati. Se il template Bio manca, inseriscilo tu stesso o, in alternativa, metti l'avviso {{tmp\|Bio}} che ne segnala la mancanza. Se i dati riportati sono sbagliati, correggi direttamente la voce biografica; le modifiche saranno visibili in questa lista entro pochi giorni. Per chiarimenti vedi il progetto biografie. La lista contiene solo le 129 persone che sono citate nell'enciclopedia e per le quali è stato implementato correttamente il template Bio. Pagina aggiornata al 30 gen 2025. |

- 1º giugno - Fritz Amundsen, calciatore norvegese († 1972)
- 1º giugno - Cataldo Cassano, politico e docente italiano († 1998)
- 1º giugno - Ernesto D'Albergo, economista italiano († 1974)
- 1º giugno - Giovanni Descalzo, poeta e scrittore italiano († 1951)
- 1º giugno - Leopold Lindtberg, regista austriaco († 1984)
- 1º giugno - Wade McClusky, aviatore statunitense († 1976)
- 1º giugno - Francesco Patanè, pittore e scultore italiano († 1980)
- 1º giugno - Vittorio Scacchetti, calciatore italiano
- 2 giugno - Angelo De Marco, giurista, magistrato e costituzionalista italiano († 1977)
- 2 giugno - Giuseppe Lepori, avvocato, politico e giornalista svizzero († 1968)
- 2 giugno - René Lunden, bobbista belga († 1942)
- 2 giugno - Gino Saltamerenda, attore italiano († 1951)
- 3 giugno - Émile Kolb, calciatore lussemburghese († 1967)
- 3 giugno - Antonio Moretti, allenatore di calcio e calciatore italiano († 1985)
- 3 giugno - Hans-Georg Pflaum, storico tedesco († 1979)
- 3 giugno - Francesco Pieri, vescovo cattolico italiano († 1961)
- 3 giugno - George Quaintance, pittore, scenografo e fotografo statunitense († 1957)
- 4 giugno - Richard Allen, hockeista su prato indiano († 1969)
- 4 giugno - Francesco Alunni Pierucci, sindacalista, partigiano e politico italiano († 1985)
- 4 giugno - Harry Beck, disegnatore britannico († 1974)
- 4 giugno - Abdolhossein Hazhir, politico iraniano († 1949)
- 4 giugno - Otto Höss, calciatore austriaco († 1971)
- 5 giugno - Salvatore Cara, politico italiano († 1988)
- 5 giugno - Georg Kieninger, scacchista tedesco († 1975)
- 5 giugno - Alfredo Muzi, partigiano e carabiniere italiano († 1989)
- 5 giugno - Walter Plunkett, costumista statunitense († 1982)
- 5 giugno - Lavinio Virgili, musicologo, compositore e direttore di coro italiano († 1976)
- 5 giugno - Ulrich Wieland, alpinista e ingegnere tedesco († 1934)
- 6 giugno - Émile Ali-Khan, velocista francese
- 6 giugno - Jimmie Lunceford, sassofonista e direttore d'orchestra statunitense († 1947)
- 6 giugno - Annie Mascarene, politica indiana († 1963)
- 7 giugno - Germaine Berton, operaia, sindacalista e anarchica francese († 1942)
- 7 giugno - Georges Van Parys, compositore francese († 1971)
- 7 giugno - Paolo Sturzenegger, calciatore svizzero († 1970)
- 7 giugno - Cesare Valle, ingegnere e urbanista italiano († 2000)
- 8 giugno - Jean Marchat, attore e direttore teatrale francese († 1966)
- 8 giugno - Harijs Pīkols, calciatore lettone († 1985)
- 8 giugno - Henri Rang, cavaliere rumeno († 1946)
- 8 giugno - James Stillman Rockefeller, canottiere statunitense († 2004)
- 8 giugno - Enzo Turco, attore e sceneggiatore italiano († 1983)
- 9 giugno - Carlo Ludovico Bompiani, pittore italiano († 1972)
- 9 giugno - Jack Cosgrove, effettista statunitense († 1965)
- 9 giugno - John Rawlins, regista e montatore statunitense († 1997)
- 10 giugno - Roberto Bazlen, critico letterario, traduttore e curatore editoriale italiano († 1965)
- 10 giugno - Indrasakdi Sachi, sovrana siamese († 1975)
- 11 giugno - Ernst Wilhelm Nay, pittore tedesco († 1968)
- 11 giugno - Ernie Nevers, allenatore di football americano, giocatore di football americano e giocatore di baseball statunitense († 1976)
- 11 giugno - Vissarion Jakovlevič Šebalin, compositore russo († 1963)
- 11 giugno - Paavo Yrjölä, multiplista finlandese († 1980)
- 12 giugno - Al Jochim, ginnasta statunitense († 1980)
- 12 giugno - Mario Attilio Levi, storico e archeologo italiano († 1998)
- 12 giugno - Amos Maramotti, attivista italiano († 1921)
- 12 giugno - Richard Mayo, generale e pentatleta statunitense († 1996)
- 12 giugno - Ernesto di Lippe, principe tedesco († 1987)
- 13 giugno - Oliviero De Fabritiis, direttore d'orchestra italiano († 1982)
- 13 giugno - Richard Greenberg, pallanuotista statunitense († 1978)
- 13 giugno - John Meehan, scenografo statunitense († 1963)
- 13 giugno - Nat Ross, regista e produttore cinematografico statunitense († 1941)
- 14 giugno - Carl Esmond, attore austriaco († 2004)
- 14 giugno - Jens Peter Larsen, musicologo e organista danese († 1988)
- 14 giugno - Nikolaj Vladimirovič Ėkk, regista cinematografico sovietico († 1976)
- 15 giugno - Gian Piero Bognetti, storico e archeologo italiano († 1963)
- 15 giugno - Erik Erikson, psicologo e psicoanalista tedesco († 1994)
- 15 giugno - Ján Poničan, poeta, scrittore e drammaturgo slovacco († 1978)
- 15 giugno - Max Rudolf, direttore d'orchestra tedesco († 1995)
- 16 giugno - Angelo Cimarosti, calciatore italiano († 1931)
- 16 giugno - Adolfo Cornazzani, calciatore italiano († 1975)
- 16 giugno - Louis Delannoy, ciclista su strada belga († 1968)
- 16 giugno - Barbara McClintock, biologa statunitense († 1992)
- 16 giugno - Giorgio Pessina, schermidore italiano († 1977)
- 16 giugno - George Gaylord Simpson, paleontologo statunitense († 1984)
- 17 giugno - Sammy Fain, compositore statunitense († 1989)
- 17 giugno - Bertha Lee Pate, cantante statunitense († 1975)
- 18 giugno - Boris Vasil'evič Barnet, regista e sceneggiatore sovietico († 1965)
- 18 giugno - José Pancetti, pittore brasiliano († 1958)
- 18 giugno - Giovanni Penzi, calciatore italiano († 1975)
- 18 giugno - The Teng Chun, regista, produttore cinematografico e sceneggiatore indonesiano († 1977)
- 19 giugno - Wallace John Eckert, astronomo statunitense († 1971)
- 19 giugno - Guy Lombardo, direttore d'orchestra e violinista canadese († 1977)
- 20 giugno - Juan Evaristo, calciatore argentino († 1978)
- 20 giugno - Milman Parry, grecista statunitense († 1935)
- 21 giugno - Antonio Alcázar, calciatore spagnolo († 1966)
- 21 giugno - Skip James, chitarrista e pianista statunitense († 1969)
- 21 giugno - Filip Johansson, calciatore svedese († 1976)
- 21 giugno - Eckart Kehr, storico tedesco († 1933)
- 21 giugno - Joseph Kesselring, drammaturgo statunitense († 1967)
- 21 giugno - Vinicio Paladini, architetto e pittore italiano († 1971)
- 21 giugno - Carlos Schneberger, calciatore cileno († 1973)
- 22 giugno - David Burns, attore e cantante statunitense († 1971)
- 22 giugno - Santino Caramella, filosofo e storico della filosofia italiano († 1972)
- 22 giugno - Marguerite De La Motte, attrice statunitense († 1950)
- 22 giugno - Henri Deglane, lottatore francese († 1975)
- 22 giugno - Nicolino Latella, calciatore italiano († 1942)
- 23 giugno - Raden Ariffien, regista, sceneggiatore e giornalista indonesiano († 1976)
- 23 giugno - Mathias Wieman, attore tedesco († 1969)
- 24 giugno - Henry Cass, regista britannico († 1989)
- 24 giugno - Hans Chemin-Petit, compositore, direttore d'orchestra e insegnante tedesco († 1981)
- 24 giugno - Giovanni Frassoldati, calciatore italiano († 1968)
- 24 giugno - Teresio Guglielmone, politico, imprenditore e banchiere italiano († 1959)
- 24 giugno - Alfredo Mattioli, allenatore di calcio e calciatore italiano († 1965)
- 24 giugno - Ginevra Vivante, soprano italiano († 1996)
- 25 giugno - Wanda Bontà, scrittrice e giornalista italiana († 1986)
- 25 giugno - Lonnie Darling, dirigente sportivo e allenatore di pallacanestro statunitense († 1951)
- 25 giugno - Li Ziming, insegnante cinese († 1993)
- 25 giugno - Yasuhito, principe Chichibu, principe e generale giapponese († 1953)
- 26 giugno - Antonia Brico, direttrice d'orchestra e pianista statunitense († 1989)
- 26 giugno - Hugues Cuénod, tenore svizzero († 2010)
- 26 giugno - Bertrand Jochaud du Plessix, militare e aviatore francese († 1940)
- 26 giugno - Bill Lear, inventore e imprenditore statunitense († 1978)
- 27 giugno - Pietro Genovesi, calciatore e allenatore di calcio italiano († 1980)
- 28 giugno - Pierre Brunet, pattinatore artistico su ghiaccio francese († 1991)
- 28 giugno - Paul Malvern, produttore cinematografico e attore statunitense († 1993)
- 28 giugno - George Padmore, politico trinidadiano († 1959)
- 28 giugno - André Philip, politico e economista francese († 1970)
- 28 giugno - Richard Rodgers, musicista, compositore e paroliere statunitense († 1979)
- 28 giugno - Pierre-Maxime Schuhl, filosofo francese († 1984)
- 28 giugno - Egidio Tosato, politico e giurista italiano († 1984)
- 28 giugno - Monchín Triana, calciatore spagnolo († 1936)
- 29 giugno - Pietro Benedetti, partigiano italiano († 1944)
- 29 giugno - Bonaparte Colombo, matematico italiano († 1989)
- 29 giugno - Ugo Gnerucci, calciatore italiano
- 29 giugno - Alfredo Mordini, partigiano italiano († 1969)
- 29 giugno - Carl-Heinz Schroth, attore e regista austriaco († 1989)
- 30 giugno - Ferenc Borsányi, calciatore ungherese († 1958)
- 30 giugno - Cristoforo De Amicis, pittore e decoratore italiano († 1987)
- 30 giugno - Gonzalo Jiménez, pallanuotista spagnolo († 1992)
- 30 giugno - Luciano Laurenzi, archeologo e storico dell'arte italiano († 1966)
- 30 giugno - Leopoldo Méndez, disegnatore, incisore e grafico messicano († 1969)
- 30 giugno - Luigi Maria Personè, scrittore e giornalista italiano († 2004)